# Carbonera (Bergasa)
Carbonera es una localidad del municipio de Bergasa en la Comunidad Autónoma de La Rioja, España. Hasta 1939 fue un municipio independiente que poseía ayuntamiento propio así como una escuela y una iglesia parroquial. Cuenta con dos fuentes. Es frecuente encontrar bodeguillas excavadas en la tierra debajo de las eras. Cada año se saca a la virgen de la iglesia y los antiguos vecinos la sacan en procesión. A esta fiesta acuden muchos de los antiguos vecinos para rememorar los días en los que vivían allí.

## Geografía humana

### Demografía
| Gráfica de evolución demográfica de Carbonera entre 1842 y 1930 |
| |
| Población de derecho según los censos de población del INE. Población de hecho según los censos de población del INE.Entre el censo de 1940 y el anterior, este municipio desaparece porque se integra en el municipio 26028 (Bergasa). |

Esta tabla muestra la evolución demográfica del antiguo municipio de Carbonera, tras su inclusión entre 1930 y 1940 en el municipio de Bergasa, se dejan de tener datos del censo hasta el 2000 cuando el padrón municipal del INE vuelve a incluir los datos.
| Gráfica de evolución demográfica de Carbonera (Bergasa) entre 1857 y 2019                                |
| |
| Población de derecho según los censos de población del INE. Población según el padrón municipal de 2024. |

Carbonera contaba a 1 de enero de 2018 con una población de 4 habitantes, 2 hombres y 2 mujeres. En los años 30 tenía 30 vecinos, los cuales fueron yendo a vivir a Tudelilla
| Gráfica de evolución demográfica de Carbonera (Bergasa) entre 2000 y 2018                        |
|                                                                                                  |
| Población de derecho (2000-2018) según los censos de población del INE a 1 de enero de cada año. |

## Arte y patrimonio
En Carbonera se encuentra la iglesia parroquial de Nuestra Señora de la Asunción. El templo es barroco, del siglo XVII, está construido en mampostería y sillarejo. Cuenta con una nave de cuatro tramos y cabecera ochavada en tres paños, con cubierta de lunetos. La torre orientada al sur, también está construida en mampostería y ladrillo.

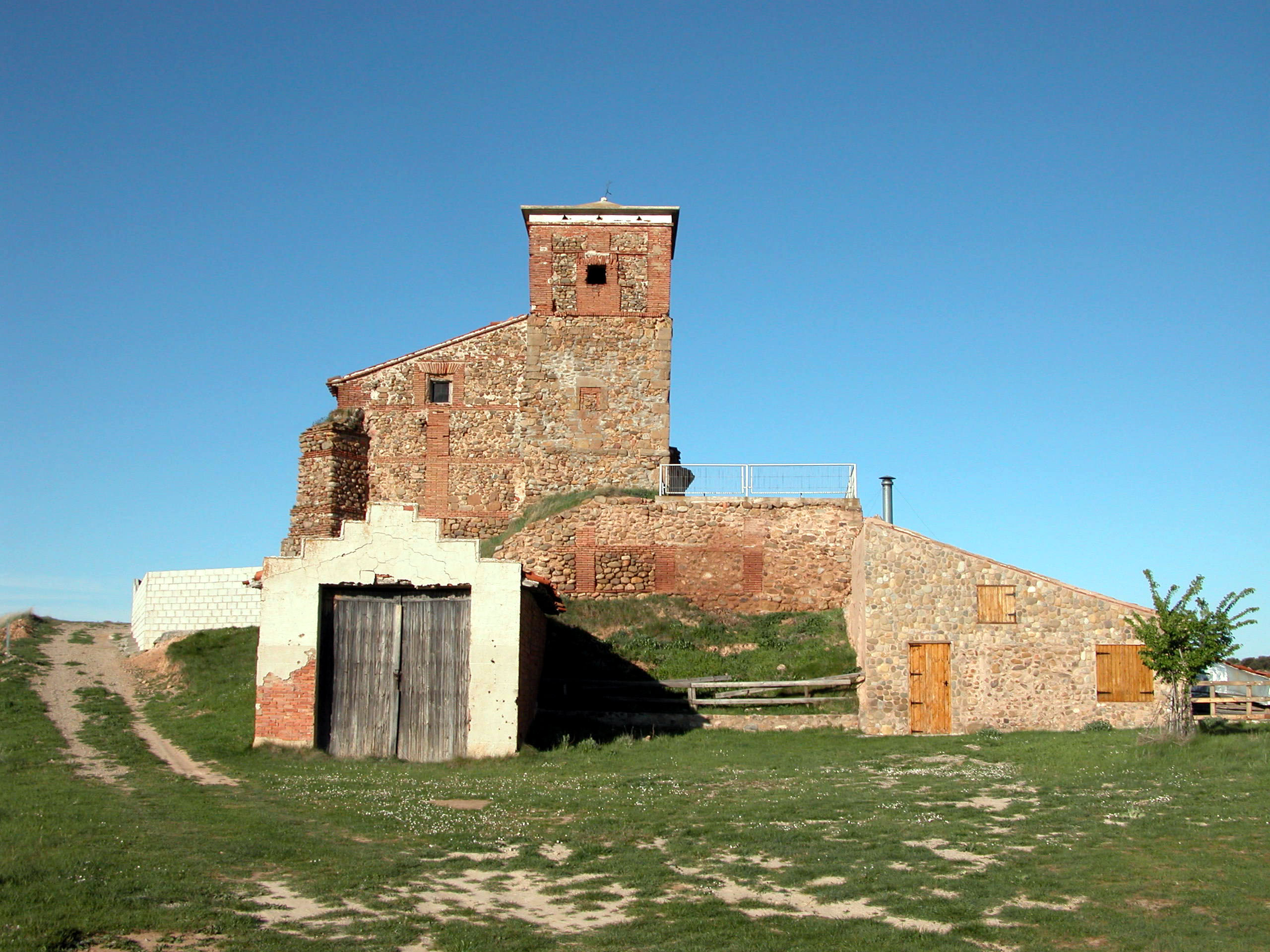
Iglesia parroquial.